# Helene Fleischer

Helene Fleischer

Helene Fleischer (geborene Lätzsch; * 11. Juni 1899 in Leumnitz bei Gera; † 26. Juni 1941 in Stadtroda) war eine deutsche kommunistische Politikerin und Widerstandskämpferin gegen den Nationalsozialismus.

## Leben
Helene Fleischer, Tochter eines Arbeiters und langjährigen Sozialisten, war Textilarbeiterin von Beruf und schloss sich 1919 der SPD an; 1923 wechselte sie zur KPD. Sie war seit 1924 Mitglied der KPD-Unterbezirksleitung sowie seit 1926 Mitglied des Betriebsrates der Textilfabrik „Louis Hirsch“ in Gera. Im Juli und November 1932 wurde sie in den Deutschen Reichstag gewählt.
Seit 1933 arbeitete sie unter dem Decknamen „Hilde“ als illegale Instrukteurin ihrer Partei in mehreren Thüringer Kreisgebieten. Am 13. Januar 1934 verhaftet die Gestapo Fleischer in ihrer Apoldaer Wohnung. Am 30. Mai 1934 vom Oberlandesgericht Jena wegen „Hochverrats“ zu drei Jahren Haft verurteilt, wurde sie in Gräfentonna und Hohenleuben inhaftiert und im Mai 1937 in das Frauen-KZ Moringen überstellt. Gesundheitlich schwer angeschlagen arbeitete Fleischer nach ihrer Entlassung 1938 in der Gera-Greizer Kammgarnspinnerei. Im Februar 1941 wurde sie erneut verhaftet und im Mai 1941 nach schweren Misshandlungen vom Gefängnis Gera in die Landesheilanstalt Stadtroda verbracht.
Fleischer, der zuvor „schwere Schizophrenie und Lungentuberkulose“ diagnostiziert wurden, verstarb dort unter nicht geklärten Umständen am 26. Juni 1941 in der von Rosemarie Albrecht geleiteten Frauenabteilung. Der Verdacht ist begründet, dass sie dort ein Opfer der nationalsozialistischen Krankenmorde wurde.

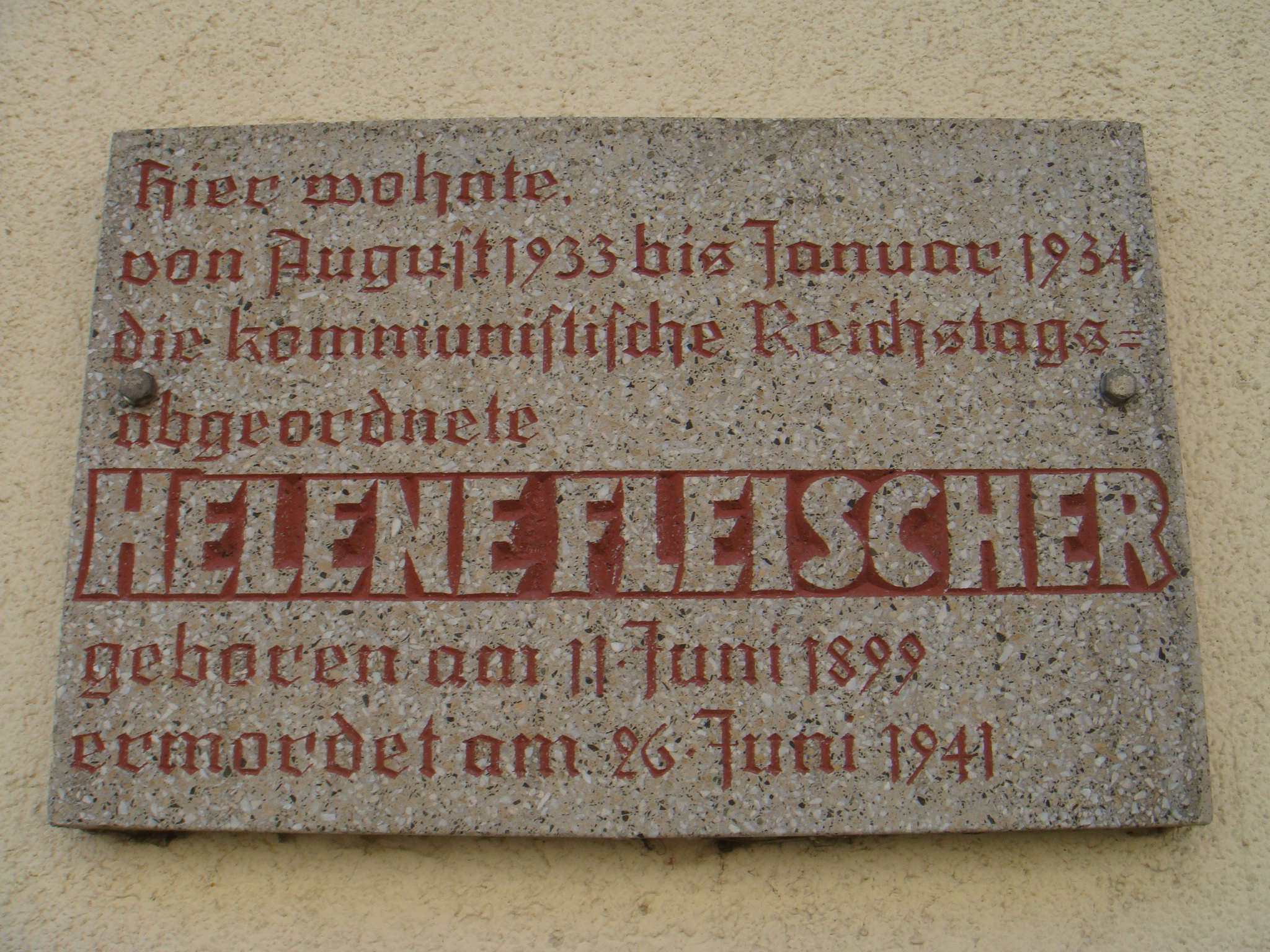
Gedenktafel am Haus ihres Verstecks in der Christian-Zimmermann-Straße 15

## Ehrungen

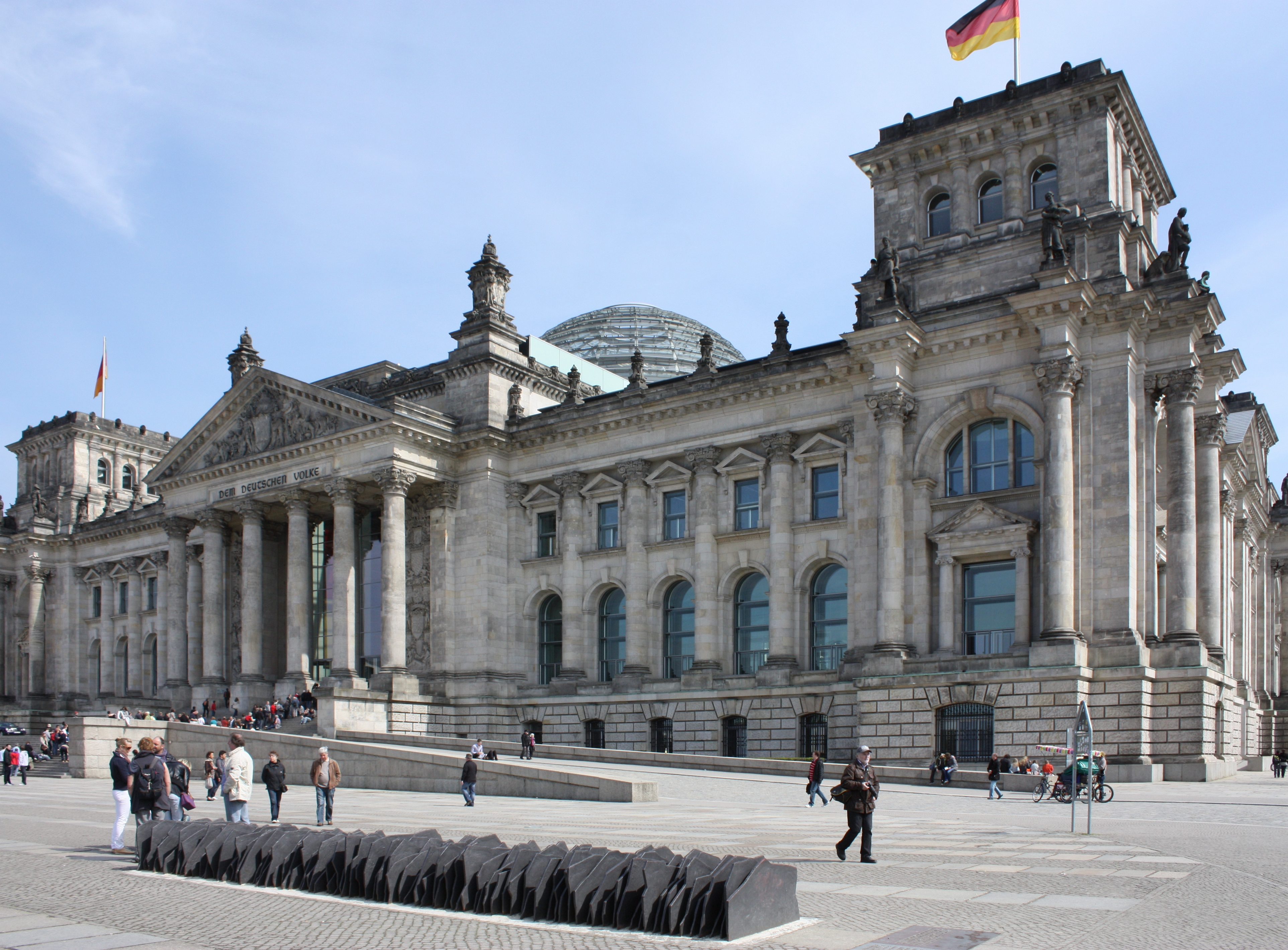
Gedenktafeln am Reichstag

- Am Haus ihres Apoldaer Verstecks wurde zu DDR-Zeiten eine Gedenktafel angebracht. Die Straße, die nach ihr benannt war, wurde 1990 umbenannt.
- In Gera erinnert noch heute ein Straßenname und eine Gedenktafel (Helene-Fleischer-Straße 2) an die Widerstandskämpferin. Ein Altenpflegeheim (Helene-Fleischer-Haus) der Volkssolidarität trägt ihren Namen. Nach ihr war bis 1991 die 27. Polytechnische Oberschule in Gera-Lusan benannt. Vor ihrem Wohnhaus in Gera-Leumnitz (Naulitzer Straße 9) wurde 2012 ein Stolperstein verlegt.
- Seit 1992 erinnert in Berlin in der Nähe des Reichstags eine der 96 Gedenktafeln für von den Nationalsozialisten ermordete Reichstagsabgeordnete an Fleischer.